# Pescando con George
Pescando con George (Fishing with George) è un cortometraggio del 1994 diretto da Julie Hickson.